# Gelijkenis van de uitbottende vijgenboom

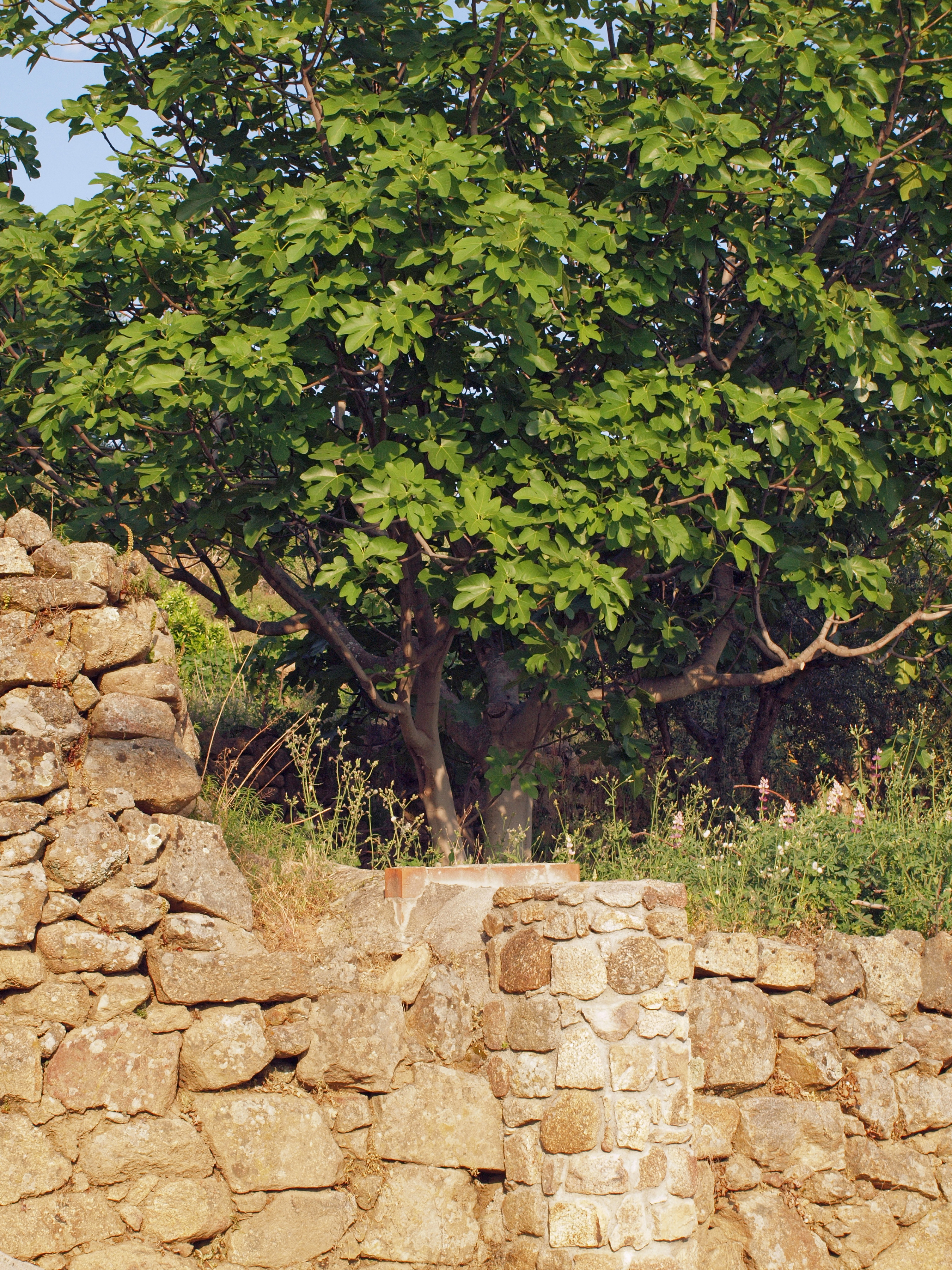
Vijgenboom

De gelijkenis van de uitbottende vijgenboom is een parabel die werd verteld door Jezus volgens het Matteüs 24:32-33, Marcus 13:28-29 en Lucas 21:29-30.

## Inhoud
Jezus zei tegen zijn leerlingen dat zij moesten leren van de vijgenboom. Als de takken uitlopen en in blad schieten, weet je dat de zomer in aantocht is. Zo moesten de leerlingen ook weten, dat als zij de tekenen zagen die hij juist daarvoor had verteld, Hij in aantocht zou zijn en heel dichtbij.

## Interpretatie
Volgens Karl Layer is de vijgenboom (Ficus carica) een beeld of metafoor voor het volk van Israël, aangezien de gelijkenis in alle evangeliën wordt gevolgd door de toevoeging "dat deze generatie niet zal omkomen", wat alleen de generatie kan betekenen van de Joden, d.w.z. Israël.